# Kilden (Næstved)
 For alternative betydninger, se Kilde (flertydig). (Se også artikler, som begynder med Kilde)
Kilden eller Eilers kilde eller Ejlers Kilde er en kilde i Markkvarteret i den østlige del af Næstved på midtsjælland. Kilden har lagt navn til både en daginstitution med samme navn, der siden er lukket, samt flere veje omkring, der tæller Kildemarksvej, Kildevænget, Kildebakken Ved Kilden og Eilersvej. Om kilden er der flere sagn.
Efter institutionen er lukket er kilden groet til.

## Daginstitutionen lukkes
Tim Jensen, leder af Kilden, vurderede i marts 2009 på baggrund af et spareforslag fra børne og familieudvalget. Forslaget gik på at aldersgruppen i Kilden skulle ændres fra 7-14 årige til 10-14 årige. Det ville svare til 25 færre pladser. Åbningstiden skulle reduceres fra ugentlige 42 timer til 32.
Besparelsen ville koste 3-4 pædagoger, og der ville kun være tre pædagoger tilbage. Det var ikke var nok til en byggelegeplads, blandt andet på grund af Kildens dyrehold.
Fra januar 2011 blev Kilden sammenlagt med Frit 16.

## Sagnet
En englænder skulle for mange år siden på besøg på klosteret i Herlufsholm. På vej dertil skulle han over Kildebakken, og der faldt han og brækkede benet. Han led meget, og fik på et tidspunkt øje på Kilden. Han slæbte sig derover og vaskede sit sårede ben. Han lagde sig til at sove ved Kilden natten over, og da han vågnede om morgenen, kunne han støtte på benet. Han skyllede benet en sidste gang før han drog videre mod klosteret, som han nåede samme dag (Der er ca. 3 km fra Kilden til Herlufsholm). Da han lagde sig til at sove på klosteret, begyndte det at snurre i benet. Han rejste sig op, og pludselig var benet helet, og han kunne hoppe og springe omkring.
Kilden har mystiske helende kræfter!

## Historien om Eilers kilde
| Citat | I året 1743 pålagde Danske Kancelli samtlige stiftamt- og amtmænd at lade forfatte en udførlig beskrivelse og efterretning som besvarelse af en række vedlagte spørgsmål... Den skulle bruges til en udgivelse af en omfattende dansk-norsk landbeskrivelse... | Citat |
| [ 3 ] | |       |

Uddraget er historien om Eilers Kilde og da det er givet i "mands minde" (kilde mangler) står det til troende: 
Eiler Abelsøn Schrøder var søn af den berømte Næstved billedskærer Abel Schrøder. Han boede som capellan i en bolig ejet af Sct. Peders hvor Hotel Vinhuset ligger i dag.
| Citat | På dette Overdrev findes en Kilde, som for ongefehr 60 Aar siden først er opdaget ved en fattig Mand af en By kaldes Rønnebek, ligger straks Østen for Overdrevet. Denne fattige gamle Mand havde gammel Skade i sine Ben; kom af en Hændelse til denne Kilde, satte sig ned og toede sine Ben i Vandet, som stod og qveldede op af Jorden, hvilket bekom ham saa godt, at han efter faa dages Toen blev gandske frisk, og slængte sine Klude. Der han var bleven frisk, gik han ind i Nestved til daværende Capellan til Sancte Peders Kirke Herr Eiler Abildson Schrøder og fortalte ham dette, hvorpaa Capellanen gik med ham ud på Overdrevet for at bese dette Kildeqvæld. Da Herr Eiler lod rense omkring den og lod sætte en halv Tønde deri, og da de derefter kom derud, lå der i Qvældet på Bunden en gammel Sølvtiskilling. Thi Vandet qvæller idelig op imellem Stenene med Fynd. Siden derefter er adskillige bleven hjulpne fra en og anden Brek af dette Kildevand Brug og Aar efter anden mer og mere besøgt, som har anlediget Magistraten for faa Aar siden at lade oprette en Blok der hos, som aarlig til de Fattiges Cassa, det ene Aar bøde på det andet, indbringer 10 Rdl. og lidet derover. Og mere kunde ventes, dersom den ikke af skarns Mennisker blev brekket og skadet. Kilden kaldes efter Capellanen: Herr Eilers Kilde | Citat |
| [ 4 ] | |       |